# 定远县
32°31′36″N 117°40′46″E / 32.526553°N 117.679367°E
定远县位于中華人民共和国安徽省中部偏东、池河中上游，隸屬於滁州市管轄，是皖东地区面积最大人口最多的县，区域总面积为3002平方公里，总人口約98万人，是合肥经济圈的组成部分之一。

## 历史
定远县拥有悠久的历史，深厚的文化底蕴。自古便有“境连八邑，衢通九省”之称。
- 秦朝设郡县时，属九江郡辖的阴陵(今定远县靠山乡古城村)、东城(治今定远县大桥镇三官集)县。西汉时，县境内设阴陵、东城二县和曲阳侯国(治今凤阳县龙头坝)，均属九江郡。
- 南朝梁武帝普通五年(524年)，派定远将军曹世宗攻破西曲阳，收复淮南失地，将西曲阳、阴陵、东城三县并为定远郡，置定远县。
- 隋朝（602年）到元朝（1278年）时期属于濠州。
- 明清时期属凤阳府。
- 民国21年（1932年）10月属第四专区，1938年10月改属第六专区，1940年4月改属第五专区。
- 1949年4月21日属皖北行署滁县专区，1979年2月属滁县地区，1992年12月改属其滁州市（地级）管辖。

## 人口
根据(安徽省)滁州市第七次全国人口普查公报显示：定远县常住人口为671361人，男性人口占比52.14%，女性人口占比47.86%，年龄结构中0-14岁占比18.35%，15-59岁占比60.71%，60岁以上占比20.94%，65岁以上占比17.88%。

## 地理

### 区位
定远县位于北纬32°13′～32°42′与东经117°13′～118°15′之间，地处江淮之间，东西长83公里，南北宽56公里，面积2998平方公里，地势北高南低多低矮丘陵。
方言：历史上属于吴语区，现如今为江淮官话

### 气候
定远县地处江淮之间，是亚热带季风气候。年平均气温15℃，年平均约为1054.6毫米。

## 行政区划
定远县下辖16个镇、5个乡、1个民族乡：
定城镇、炉桥镇、永康镇、吴圩镇、朱湾镇、张桥镇、藕塘镇、池河镇、连江镇、界牌集镇、仓镇、三和集镇、西卅店镇、桑涧镇、蒋集镇、大桥镇、严桥乡、拂晓乡、能仁乡、七里塘乡、二龙回族乡、范岗乡、定远县工业园区和定远盐化工业园。

## 交通
- 公路：101省道、311省道、334省道、合徐高速（G3）、滁新高速（S12）
- 铁路：淮南铁路，水蚌铁路，京沪高铁穿境而过，拥有客运站、炉桥站（暂停）和年家岗站（暂停）。

## 特产
- 定远桥尾
- 卤老鹅（盐水鹅）
- 炉桥小刀面
- 池河雪片糕
- 梅白鱼

## 旅游
- 令狐山风景区
- 藕塘烈士纪念馆及中原局旧址
- 金山滴水寺
- 虞姬墓
- 无为高埂老民居